# Funeral for a Friend
Funeral for a Friend - walijska grupa wykonująca szeroko pojętą muzykę rockową. Powstała w 2001 roku w Bridgend.
Początkowo zespół nazywał się January Thirst, jednak po odejściu pierwszego wokalisty Michaela Daviesa (obecnie należy do zespołu "Makeshift Truth") w grudniu 2001, Matthew Evans (wtedy wokalista) i Johnny Phillips (perkusja) zaprosili Matta Daviesa na wolne miejsce wokalisty. Niedługo po przyłączeniu się Matta zmienili nazwę na Funeral for a Friend, wziętej od piosenki zespołu Planes Mistaken for Stars. 12 lipca grupa wystąpiła na "Eko Union of Rock" w Węgorzewie.

## Muzycy
Obecny skład zespołu
- Kris Coombs-Roberts – gitara, wokal wspierający (od 2001)
- Matthew Davies-Kreye – wokal prowadzący (od 2001)
- Gavin Burrough – gitara, wokal wspierający (od 2010), gitara basowa (2008-2010)
- Richard Boucher – gitara basowa (od 2010)
- Casey McHale – perkusja (od 2014)

Byli członkowie zespołu
- Michael Davies – wokal prowadzący (2001)
- Kerry Roberts – gitara (2001–2002)
- Matthew Evans – wokal prowadzący (2001–2002)
- Andi Morris – gitara basowa (2001–2002)
- Johnny Phillips – perkusja (2001–2002)
- Gareth Davies – gitara basowa, wokal prowadzący (2002–2008)
- Darran Smith – gitara, wokal wspierający (2002–2010)
- Ryan Richards – perkusja, wokal prowadzący (2002–2012)
- Pat Lundy – perkusja (2012–2014)

## Dyskografia
Albumy studyjne
| 2003                           | Casually Dressed & Deep In Conversation - Data: 20 października 2003 - Wydawca: Ferret Records | —   | —  | 12 | —  | - UK: złoto  |
| 2005                           | Hours - Data: 14 czerwca 2005 - Wydawca: Atlantic Records                                      | 139 | —  | 12 | 23 | - UK: złoto  |
| 2007                           | Tales Don't Tell Themselves - Data: 14 maja 2007 - Wydawca: Atlantic Records                   | 135 | 43 | 3  | 27 | - UK: srebro |
| 2008                           | Memory and Humanity - Data: 13 października 2008 - Wydawca: Join Us                            | —   | 68 | 17 | 71 |              |
| 2011                           | Welcome Home Armageddon - Data: 14 marca 2011 - Wydawca: Distiller Records                     | —   | 98 | 33 | —  |              |
| 2013                           | Conduit - Data: 28 stycznia 2013 - Wydawca: Distiller Records                                  | —   | —  | 34 | —  |              |
| 2015                           | Chapter and Verse - Data: 19 stycznia 2015 - Wydawca: Distiller Records                        | —   | —  | 46 | —  |              |
| "—" pozycja nie była notowana. |                                                                                                |     |    |    |    |              |

Minialbumy
| UK \|-                         | 2002                                                                                  | Between Order And Model - Data: 26 sierpnia 2002 - Wydawca: Mighty Atom Records | — |
| 2003                           | Four Ways To Scream Your Name - Data: 21 kwietnia 2003 - Wydawca: Mighty Atom Records | —                                                                               |   |
| 2003                           | Seven Ways To Scream Your Name - Data: 21 października 2003 - Wydawca: Ferret Records | —                                                                               |   |
| 2004                           | Bullet Theory/My Dying Day - Data: 20 kwietnia 2004 - Wydawca: Salad Days Records     | —                                                                               |   |
| 2007                           | The Great Wide Open - Data: 15 października 2007 - Wydawca: Atlantic Records          | 102                                                                             |   |
| 2010                           | The Young And Defenceless - Data: 6 września 2010 - Wydawca: Pledge Music             | —                                                                               |   |
| 2011                           | See You All In Hell - Data: 7 listopada 2011 - Wydawca: Distiller Records             | —                                                                               |   |
| "—" pozycja nie była notowana. |                                                                                       |                                                                                 |   |

Single
| 2002                           | 10:45 Amsterdam Conversation        | —  |
| 2003                           | This Year's Most Open Heartbreak    | —  |
| 2003                           | Kiss And Make Up (All Bets Are Off) | —  |
| 2003                           | Juneau                              | 19 |
| 2003                           | She Drove Me To Daytime Television  | 20 |
| 2003                           | Bullet Theory                       | —  |
| 2004                           | Escape Artists Never Die            | 19 |
| 2004                           | You Want Romance?                   | —  |
| 2004                           | Rookie Of The Year                  | —  |
| 2004                           | Red Is The New Black                | —  |
| 2005                           | Streetcar                           | 15 |
| 2005                           | Monsters                            | 36 |
| 2005                           | History                             | 21 |
| 2005                           | Recovery                            | —  |
| 2006                           | Roses For The Dead                  | 39 |
| 2007                           | Into Oblivion (Reunion)             | 16 |
| 2007                           | Walk Away                           | 40 |
| 2007                           | The Great Wide Open                 | —  |
| "—" pozycja nie była notowana. |                                     |    |

## Nagrody i wyróżnienia
| Rok  | Kategoria         | Tytułem              | Nagroda                         | Nota      | Źródło |
| ---- | ----------------- | -------------------- | ------------------------------- | --------- | ------ |
| 2004 | Breakthrough Band | Funeral for a Friend | Metal Hammer Golden Gods Awards | Laur      | [ 8 ]  |
| 2006 | Best UK Band      | Funeral for a Friend | Metal Hammer Golden Gods Awards | Nominacja | [ 9 ]  |
| 2006 | Best Video        | "History"            | Metal Hammer Golden Gods Awards | Nominacja | [ 9 ]  |